# Cuchumuela
Cuchumuela, o Villa Gualberto Villarroel, es una localidad y municipio de Bolivia, ubicado en la provincia de Punata del departamento de Cochabamba. El municipio tiene una superficie de 69,1 km² y cuenta con una población de 2768 habitantes (INE 2012). La localidad está a una altitud de 2894 m s. n. m. y se encuentra a 66 km al sudeste de la ciudad de Cochabamba, la capital departamental.
En esta localidad nació Gualberto Villarroel, presidente de la República entre 1943 y 1946. Luego el municipio fue creado el 11 de diciembre de 1986 durante el gobierno de Víctor Paz Estenssoro.

## Geografía
El municipio de Cuchumuela tiene dos pisos ecológicos, uno de puna y el otro de valle, con una topografía variada de colinas onduladas con pendientes suaves y terrenos escarpados. El río principal del territorio municipal es el Sulti que desemboca en la laguna de la Angostura.
Limita al norte con el municipio de Tacachi, al este con el municipio de Arani en la provincia homónima, al sureste con el municipio de Alalay en la provincia de Mizque y al oeste con el municipio de Anzaldo en la provincia de Esteban Arze.

## Clima
El clima es predominantemente frío a templado, con una temperatura media de 15 °C y una precipitación anual de 380 mm. En invierno las temperaturas varían de -2 °C a 19 °C y en verano de 2 °C a 22 °C.

## Demografía
De acuerdo con el censo boliviano de 2024, la población del municipio de Cuchumuela es de 3 818 habitantes.
La población del municipio aumentó más del doble entre 1992 y 2024:
| Año  | Habitantes (municipio) | Fuente |
| ---- | ---------------------- | ------ |
| 1992 | 1 721                  | Censo  |
| 2001 | 1 808                  | Censo  |
| 2012 | 2 702                  | Censo  |
| 2024 | 3 818                  | Censo  |

## Economía
La producción agropecuaria es el principal ingreso de la población, con cultivos de papa, trigo, cebada, maíz, oca, haba, arveja y alfalfa. La producción pecuaria se realiza con la crianza de ganado ovino, bovino, porcino, equino y caprino.
Cuchumuela es el primer municipio a nivel nacional en producción de champiñón con 60 toneladas producidas al año en una 100 hectáreas y el 60% de la población se dedica a este producto. Cada año se realiza la Feria del Champiñón el último domingo de marzo en la plaza principal de Villa Gualberto Villarroel.

## Atractivos turísticos
El turismo en el municipio es promovido por el Gobierno Departamental de Cochabamba dentro del circuito turístico de la macrorregión de los Valles, y debido a su ubicación geográfica en el valle alto, presenta un gran número de paisajes. Para una mejor promoción de Cuchumuela se han diseñado tres rutas turísticas dentro del marco del turismo comunitario:
- Ruta del Niño Sik'imira: se encuentra en el pueblo de Cuchumuela donde se encuentra una imagen en miniatura del niño Jesús, adoptado como patrono del municipio y declarado Patrimonio Cultural Intangible Municipal en 2015.
- Ruta arqueológica y las pozas: los principales atractivos de esta ruta son el sitio arqueológico de Inca Perkha y las decenas de pozas naturales a 7 km al sur del pueblo de Cuchumuela, siguiendo el curso del río Pucara Mayu.
- Ruta del champiñón y las cascadas: los principales atractivos de esta ruta están en la región altoandina a 14 km del pueblo, donde se encuentran bosques de pino, hogar de los famosos champiñones de Cuchumuela, además de las cascadas de la comunidad de Ch'ullku Mayu.